# Autruy-sur-Juine
Autruy-sur-Juine is een gemeente in het Franse departement Loiret (regio Centre-Val de Loire). De gemeente telde 729 inwoners op 1 januari 2022.

## Geografie
De oppervlakte van Autruy-sur-Juine bedroeg op 1 januari 2022 27,11 vierkante kilometer; de bevolkingsdichtheid was toen 26,9 inwoners per km².

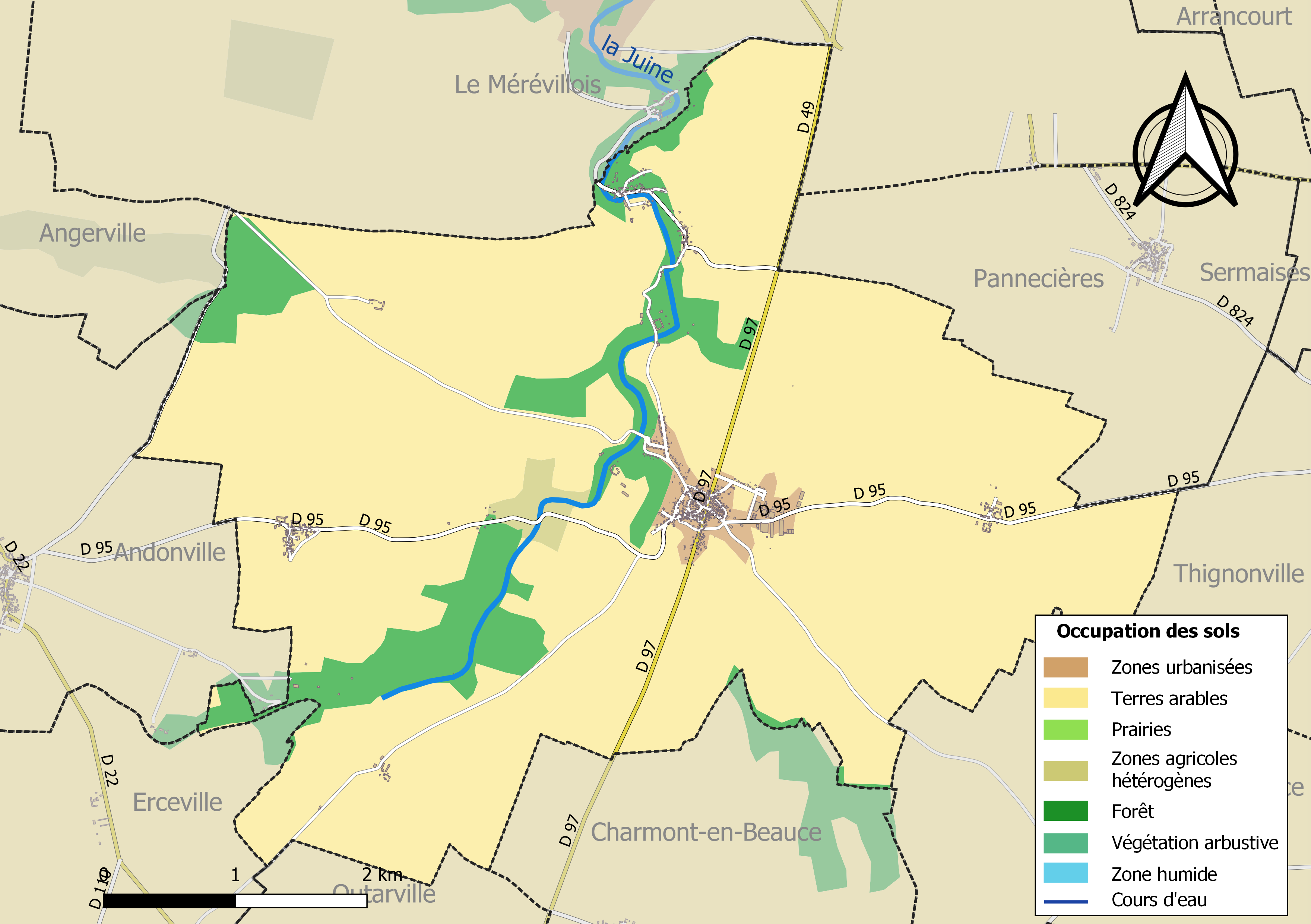
Kaart van de gemeente met de belangrijkste infrastructuur, bodemgebruik en omliggende gemeenten

## Demografie
Onderstaande figuur toont het verloop van het inwoneraantal van Autruy-sur-Juine vanaf 1962.
Bron: Frans bureau voor statistiek. Cijfers inwoneraantal volgens de definitie population sans doubles comptes (zie de gehanteerde definities)